# 함양 백운암 목조아미타여래좌상
함양 백운암 목조아미타여래좌상(咸陽 白雲庵 木造阿彌陀如來坐像)은 대한민국 경상남도 함양군 백운암에 있는 불상이다. 2010년 3월 11일 경상남도의 유형문화재 제498호로 지정되었다.

## 개요
복장에서 발견된 발원문에 따르면, 이 불상은 1674년(현종 15)에 백운산(白雲山) 영은사(靈隱寺)에 봉안하기 위해 200명에 달하는 시(施)·발원자(發願者)들이 동참하여 만들었고, 원래는 아미타여래를 본존으로 좌우에 관음과 대세지보살이 협시하는 아미타삼존상으로 조성되었음을 알 수 있다. 현재 좌우 협시인 관음·대세지보살상은 소실되었으며, 본존 아미타여래만이 백운암 대웅전의 주불로 예배되고 있다. 불상의 제작은 수화원(首畵員) 성조(性照)를 비롯하여 한운(閑云), 자규(自圭), 학청(學淸), 성수(性修), 설매(雪梅), 사원(思遠) 등 7명의 조각승들이 함께 제작하였다.
반구형의 머리에는 굵고 조밀하게 나발을 부착하여 머리와 육계의 구분이 없으며, 머리의 중앙과 정상에는 초승달 형태의 중앙 계주와 원통형의 정상 계주가 모두 표현되었다. 큼직한 머리의 크기에 비하여 중앙 계주가 다소 작은 편이다. 군살 턱이 없는 방형의 얼굴은 양감이 극도로 제한되어 다소 밋밋해 보이지만, 이는 부처님의 자비나 위엄을 나타내는 정신성을 최대한 부각시키기 위한 것이다. 내면의 자비와 외면의 엄숙함이 잘 조화를 이룬 이러한 얼굴은 서울 봉은사 목조아미타불좌상(1651년)이나 담양 호국사 목조아미타불좌상(1660년, 장성 백양사 성보박물관 소장) 등과 유사하다.
수인(手印)은 두 손을 모두 무릎 위에 올려 엄지와 중지를 둥글게 맞댄 하품중생인(下品中生印)을 결하였고, 손은 따로 제작하여 끼워 넣었다. 착의 형식은 두 장의 대의를 두텁게 걸쳐 입은 통견의(通肩衣)로, 오른쪽 어깨에는 끝을 살짝 반전시킨 반달형의 대의 자락이 큼직하게 걸쳐져 있다. 오른쪽 어깨에 걸쳐진 대의 자락의 주름은 강약을 주어 표현하였고, 옷 깃은 좌우대칭으로 반전시켰다. 왼쪽 어깨에는 두 가닥의 수직 주름이 팔꿈치로 흘러내렸고, 굽힌 팔꿈치에는 정두서미묘(釘頭鼠尾描)로 ∠형의 깊은 주름을 만들었다. 좌측면에는 높낮이를 두어 M자형으로 주름이 잡혀있고 왼쪽 어깨로 넘긴 대의의 끝단은 큼직한 잎 형으로 마무리하였다. 크게 연 가슴에는 꽃잎 모양으로 멋을 낸 군의(裙衣)의 단을 표현하였고, 군의를 묶은 띠와 자락은 생략되고 좌우 두 곳을 꾹꾹 눌러 그 여운만을 남기고 있는데, 17세기 불상에서 일반적으로 보이는 표현 양식이다.
높고 넓은 무릎은 직각으로 처리하여 강직한 힘이 느껴지며, 오른쪽 다리를 왼쪽 다리 위에 편안하게 올린 길상좌를 취하고 있다. 무릎으로 흘러내린 대의 자락은 노출된 오른쪽 발가락을 살짝 덮었고, 무릎 앞쪽에는 八자(字) 형의 넓은 띠 주름을 중심으로 좌우로 3~4가닥의 호형 주름이 시원스럽게 펼쳐졌으며 그 끝단은 파형으로 마감하였다. 세부적인 차이는 있겠지만, 이러한 무릎 주름의 표현은 17세기 중엽 경에 활약한 승일파(勝一派)에서 제작한 불상에서 많이 볼 수 있다.
이 불상은 탄력적이고 이상적인 불신(佛身)이 주는 굴곡과 윤곽까지는 세밀하게 표현되지 않았는데, 이는 조선 후기에 추구한 평담한 미의식이 반영된 결과이다. 이러한 시대적 미감과 양식적 특징은 여백을 중시한 굵고 강직한 철선묘의 주름에서도 잘 드러나고 있으며, 같은 시기에 제작된 불상과도 공통되는 점이다.

## 참고 문헌
- 함양 백운암 목조아미타여래좌상 - 국가유산청 국가유산포털